# Rødland Hede
I den sydlige del af Fosdal Plantage, på den anden side af Hjortdalvej mellem Tranum og Hjortdal, ligger Rødland Hede.
På et lyngklædt areal på omkring 100 ha findes nogle af Danmarks bedst bevarede spor fra oldtidens marksystemer med lave agerskelvolde, der har været skel og adgangsvej mellem agrene. Her blev der drevet landbrug i tiden fra bronzealderen til ældre jernalder.